# 대만-조선민주주의인민공화국 관계
조선민주주의인민공화국-중화민국 관계는 조선민주주의인민공화국과 중화민국의 관계이다. 1949년 중화인민공화국이 수립하고 1948년 조선민주주의인민공화국이 수립된 후 양국 간의 공식 외교 관계는 없으나, 비교적 중요한 비공식 관계를 맺고 있다.

## 6.25 전쟁
1949년 국공 내전 이후 중화인민공화국이 선포되었고, 중화민국 정부는 대만으로 이전했다.
유엔은 유엔 안전 보장 이사회 결의 제82호 및 유엔 안전 보장 이사회 결의 제84호를 통해 조선민주주의인민공화국의 대한민국에 대한 군사적 공격을 규탄했다. 중화민국은 두 유엔 결의안 모두에 찬성표를 던졌다. 6.25 전쟁 동안 중화민국은 조선민주주의인민공화국의 반대편에 서서 대한민국에 물자 지원을 제공했다. 반면 마오쩌둥 치하의 중화인민공화국은 중국인민지원군을 통해 조선민주주의인민공화국을 지원했다.

## 냉전 시기
중화민국은 사회주의와 조선민주주의인민공화국, 중화인민공화국에 적대적인 태도를 취했다. 이러한 적대감 때문에 중화민국은 조선민주주의인민공화국 및 중화인민공화국 정부를 승인하거나 외교 관계를 맺지 않았다. 이로 인해 중화민국 정부는 대한민국 정부를 한반도의 유일한 합법적 국가로 간주하기도 했다.
두 국가는 베트남 전쟁에서도 서로 반대편에 서 있었다. 이 전쟁에서 조선민주주의인민공화국은 공산주의 국가인 베트남 민주공화국을 지원했고, 중화민국은 베트남 공화국 지도부와 동맹을 맺었다.

## 냉전 이후
유엔 비회원국인 중화민국은 대북 유엔 제재에 구속되지 않는다. 그러나 중화민국 정부는 대북 무역에 대한 유엔 및 미국의 제재를 반영하는 여러 법률 및 규제를 시행했다.
2016년 조선민주주의인민공화국이 중화민국에 잠수함 설계를 판매하려 했다는 보도가 있었다. 중화민국 국방부는 "우리의 잠수함 개발에 조선민주주의인민공화국과의 접촉은 없었고, 지금도 없으며 앞으로도 없을 것이다. 모든 지원은 유럽과 미국의 중요한 국가들로부터 제공된다"고 부인했다.
조선민주주의인민공화국은 1987년 일본 본토에서 션징위라는 이름의 대만 여성을 납치하여 조선민주주의인민공화국으로 데려갔다.
라이칭더 중화민국 행정원장은 2017년 9월 중화민국과 조선민주주의인민공화국 간의 전면적인 무역 금지를 승인했다. 대만 사업가들은 조선민주주의인민공화국에 석탄, 석유, 가스를 판매하고 북한산 섬유를 수입하며 대만 어선에 북한인들을 고용했다는 혐의를 받았다.
2018년 유엔 조사관들은 대만 기업들이 유엔 제재를 위반하여 조선민주주의인민공화국에 석유를 이송하는 데 관여했다고 주장했다.
2019년 대만 당국은 조선민주주의인민공화국에 대한 불법 선박 간 석유 이송과 관련하여 6명을 기소했다.
2020년 중화민국은 미국에 대북 유엔 제재를 준수하고 있다고 재확인했다.

## 같이 보기
- 대한민국-중화민국 관계
- 한중 관계
- 조선민주주의인민공화국-중화인민공화국 관계